# ان‌جی‌سی ۲۳۵۷
ان‌جی‌سی ۲۳۵۷ (انگلیسی: NGC 2357) نام یک کهکشان مارپیچی در صورت فلکی دوپیکر است.